# Prawo wołoskie

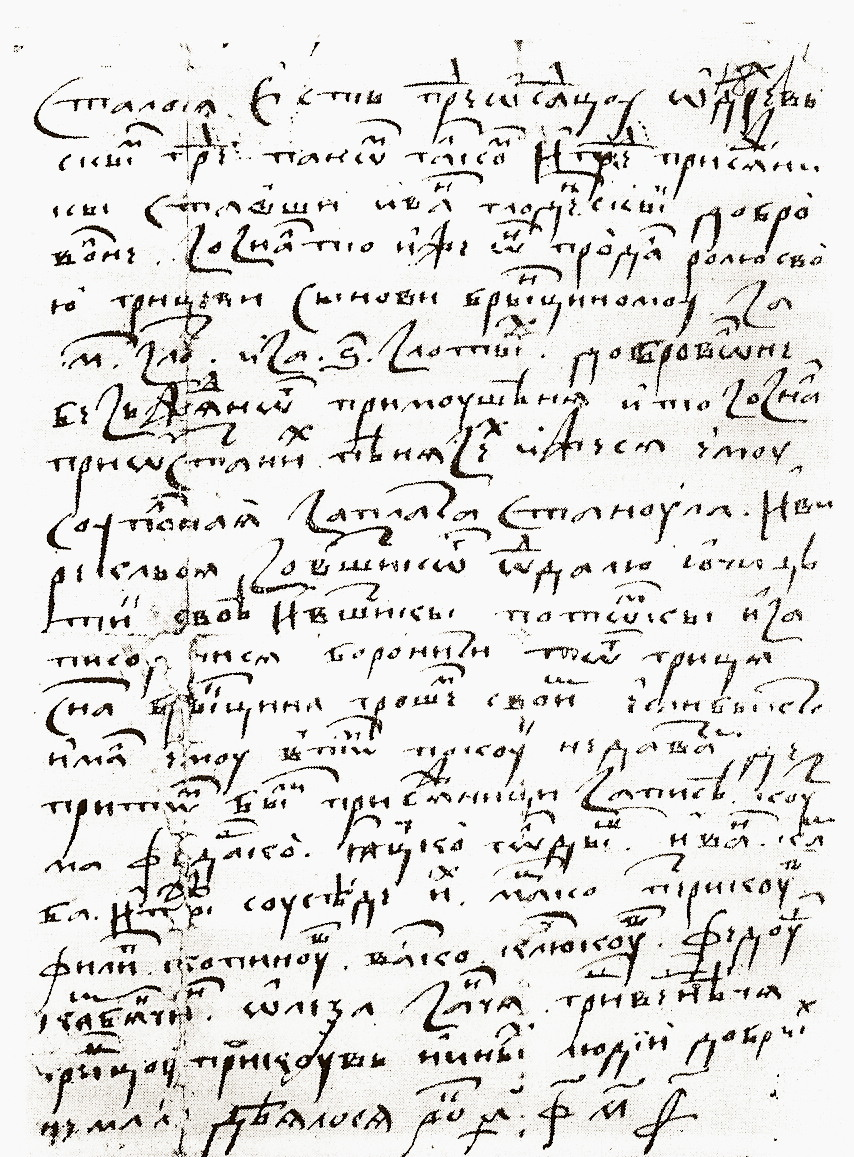
Akt sprzedaży ziemi we wsi Odrzechowa, 1549

Prawo wołoskie – prawo osadnicze; zbiór norm regulujący stosunki pomiędzy właścicielem a osadnikami (najczęściej byli to Wołosi, Górale, Rusini, Bojkowie, Huculi).

## Historia
W Polsce prawo to upowszechniło się z końcem XV wieku. Od roku 1468 przed Sądem wyższym prawa niemieckiego mieli się również stawiać sołtysi, tzw. kniaziowie wsi lokalnych na prawie wołoskim. Lokowanie wsi na tym prawie było procesem społecznym, a nie etnicznym. Osady tego typu lokowano na terenach górzystych i trudnych w uprawie. Osadnictwo polegało tu na przejmowaniu pasterskich form prawnych i gospodarczych (mieszkańcy tego typu wsi płacili czynsz w naturze, oddając panu między innymi po jednej owcy z każdej hodowanej dwudziestki, istniała też większa wolność w przemieszczaniu się i zmiany osady). Terminem Wołoch w tamtych czasach określano w Polsce i na Węgrzech pasterzy przybyłych ze wschodnich Karpat.
Osadzanie wsi na prawie wołoskim było charakterystyczne dla Bieszczadów i całej południowej Prowincji Małopolskiej w jej górzystych i podgórskich pasmach. Np. w okolicach Sambora na prawie wołoskim lokowano ponad 90 wsi.

## Architektura
W nowo lokowanych wsiach wydzierżawiano osadnikom las do wykarczowania i zwalniano ich z opłat na 20 lub więcej lat (tzw. wolnizna). Formą zabudowy takiej wsi była w początkach XVI wieku tzw. łańcuchówka. Osady były lokowane na terenach górzystych i trudnych w uprawie, były to miejsca, gdzie ze względu na warunki terenowe i adaptacyjne nie sprawdziła się wcześniejsza lokacja wsi na tzw. prawie lokacyjnym. Wczesna osada wołoska składała się, podobnie jak osada lokowana na prawie lokacyjnym, z ok. 17 kolonów, sołtysa (tzw. kniazia), posiadała karczmę oraz popa.

## Samorząd
Osadnicy posiadali swój własny samorząd, na czele osady stał kniaź, mieli też prawo do opuszczania wsi. Na początku XVI wieku na kniaziów obierano z reguły Niemców. Najbardziej znanym zabytkiem wołoskiego piśmiennictwa sądowego są akta wsi Odrzechowa na Pogórzu Bukowskim.
Wczesne osady wołoskie wyznaczają granicę szlaku osadnictwa polskiego (również niemieckiego), kolonizowanego później powtórnie przez Wołochów.